# Karl Ernst

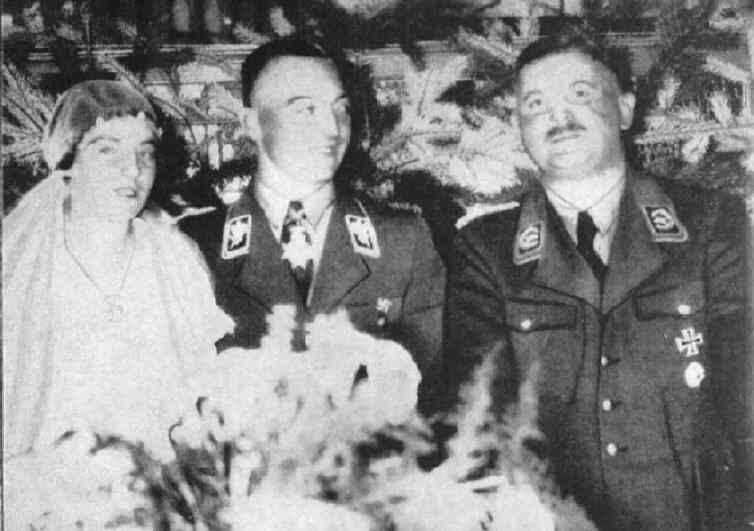
Karl Ernst (i mitten) på sin bröllopsdag med sin hustru Minnes och Ernst Röhm.

Karl Gustav Ernst, född 1 september 1904 i Wilmersdorf, död 30 juni 1934 i Lichterfelde i Berlin, var en tysk nazistisk politiker och Gruppenführer i Sturmabteilung (SA). Han var från 1933 till sin död chef för SA i Berlin och preussiskt statsråd. Mellan 1932 och 1933 var han ledamot av den tyska riksdagen.

## Biografi
Karl Ernst blev 1923 medlem i Nationalsocialistiska tyska arbetarepartiet (NSDAP) och Sturmabteilung (SA). Knappt en månad efter Adolf Hitlers maktövertagande i januari 1933 sattes riksdagshuset i brand. Officiellt dömdes Marinus van der Lubbe för dådet, men enligt flera källor var det Karl Ernst som ledde en grupp SA-män som natten till den 27 februari 1933 anlade eldsvådan.

### De långa knivarnas natt
SA:s chef, Ernst Röhm, ivrade för en "andra revolution" som skulle introducera socialismen i Tredje riket och motverka etablerade konservativa krafter inom näringslivet och regeringen. De konservativa inom bland annat Reichswehr och Kriegsmarine fruktade SA:s ökade maktanspråk och agiterade för ett kväsande av SA. Adolf Hitler lät med hjälp av Schutzstaffel (SS) rensa ut SA:s ledarskikt.
Den 29 juni 1934 var Karl Ernst och hans nyblivna hustru Minnes (född 1903) på väg till Bremen, varifrån paret skulle resa på smekmånad till Madeira. Innan Ernst hann stiga ombord fartyget, greps han och överlämnades till ett SS-kommando under ledning av SS-Hauptsturmführer Kurt Gildisch. Ernst flögs till Berlin och fördes till SS-Leibstandartes förläggning. Ernst arkebuserades dagen därpå och blev ett av offren under de långa knivarnas natt.